# Bricio Gaudí
Bricio Gaudí (¿? - Palencia, 15 de febrero de 1605), fue un compositor y maestro de capilla español.

## Vida
Se desconoce el origen o la formación del maestro Gaudí. Las primeras noticias que se tienen de él son su magisterio en la Colegiata de Tudela, donde estaba activo en 1579.
Tras el fallecimiento del maestro Juan Navarro el 17 de octubre de 1580, el cabildo de la Catedral de Palencia trató de buscar a un sustituto para el cargo sin edictos. Inicialmente el cabildo se dirigió a Andrés de Villalar, maestro de capilla de la Catedral de Santiago de Compostela, y luego a Melchor Robledo, maestro de la Catedral de Zaragoza. Ambos rechazaron la propuesta. El cabildo finalmente se decidió por Bricio Gaudí, del que no se menciona su proveniencia, por lo que no es seguro que viniese directamente de Tudela. El maestro Gaudí fue recibido el 6 de febrero de 1581 para «oponerse» y ya no dejó el cargo hasta su fallecimiento. Las actas dicen que el maestro estaba casado y era lego, estado poco habitual entre los maestros de capilla, pero que no impidió que obtuviese el cargo. Poco después escribió al cabildo palentino Francisco Guerrero desde Sevilla, recomendando a Tomás Luis de Victoria. El cabildo, que ya se había decidido por Gaudí, respondió «con mucho agradecimiento a su voluntad y se le diga lo que el Cabildo ha hecho».
Su magisterio en Palencia transcurrió sin mayores incidentes, con repetidas manifestaciones de aprecio por parte del cabildo. Las únicas desavenencias proceden del problema que representaba la educación de los mozos del coro, por otra parte, problema habitual en las catedrales españolas. En 1591 el cabildo tomó el acuerdo de retirar la responsabilidad sobre los infantes al maestro:

Considerando [el Cabildo] su buena persona y partes [del maestro de capilla Gaudí], y del buen servicio que ha hecho el tiempo que ha servido en esta santa iglesia; y aunque se le quitan los mozos de coro no se hace por falta de su persona, sino por no tener inclinación a tenerlos ni criarlos, y él mismo lo que querido y deseado; y pretendiendo el Cabildo honorarle y que sea estimado de los músicos más de aquí adelante que hasta ahora lo ha sido [...] pues es maestro y tiene partes y merecimientos para ello [...]

El aprecio del cabildo llegó al punto de nombrarlo «canónigo» y «toda autoridad de tal maestro, y más, si más tarde se le puede dar, de lo que hasta aquí ha tenido», aunque no stricto sensu, ya que no era sacerdote. También hubo algunos problemas con los cantores y los ministriles, pero de las actas capitulares se desprende que fue un asunto más bien de estos que del maestro.
Falleció en el cargo en Palencia el 15 de febrero de 1605. La viuda solicitó alguna alguna ayuda tras la muerte del marido. Tras su fallecimiento, el cabildo publicó una nota necrológica:

Fue un hombre eminente en su oficio y gran compositor en latín; dejó la fábrica desta santa iglesia todas sus obras que fueron muchas y muy buenas.

## Obra
Fue un compositor prolífico, sobre todo en latín, pero estas se han perdido casi por completo. De las obras en castellano se han salvado en mayor cantidad, sobre todo las realizadas para Navidad y el Corpus.
- Cogitavit Dominus, lamentación a cinco voces;
- Dic nobis Maria, a cuatro voces;
- Quomodo sedet sola, lamentación a 5 voces.

En 1604, seis meses antes de su fallecimiento, le fue concedido un permiso para dedicarse a la edición de un libro con sus composiciones. El cabildo consideraba que «atento que era bien común y para la iglesia tuviese más aumento en aquel ministerio, y obras de tal maestro no se perdiesen y quedasen sin provecho». Desgraciadamente no se llegó a publicar tal libro por la muerte del maestro. 